# گارنی (روستا)
گارنی (به ارمنی: Գառնի) یک روستا در ارمنستان است که در استان کوتایک واقع شده‌است. گارنی در ۶۳ کیلومتری جنوب هرازدان، مرکز استان کوتایک واقع شده‌است.

## خصوصیات
گارنی ۷٬۲۳۹ نفر جمعیت دارد و ۱٬۴۰۰ متر بالاتر از سطح دریا واقع شده‌است.
| سال   | ۱۸۹۷  | ۱۹۲۶  | ۱۹۳۹  | ۱۹۵۹  | ۱۹۷۰  | ۱۹۷۹  | ۲۰۰۱  | ۲۰۰۴  |
| جمعیت | ۱٬۵۰۷ | ۲٬۸۱۶ | ۳٬۰۸۳ | ۳٬۱۷۶ | ۴٬۵۵۴ | ۵٬۰۱۶ | ۲٬۰۰۴ | ۷٬۶۷۸ |

## جاذبه‌های تاریخی
از جاذبه تاریخی این روستا میتوان به معبد گارنی اشاره کرد

## نگارخانه

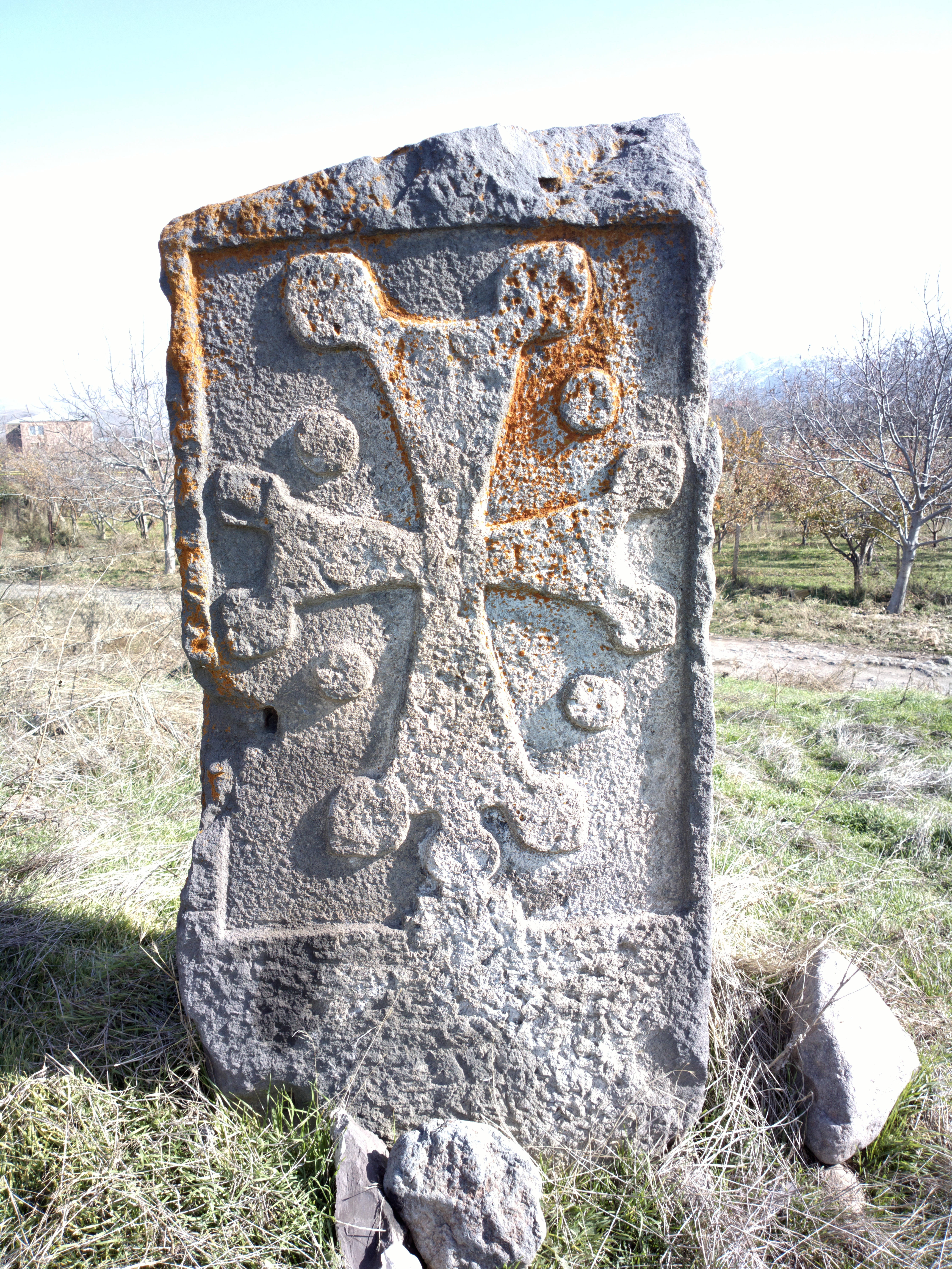
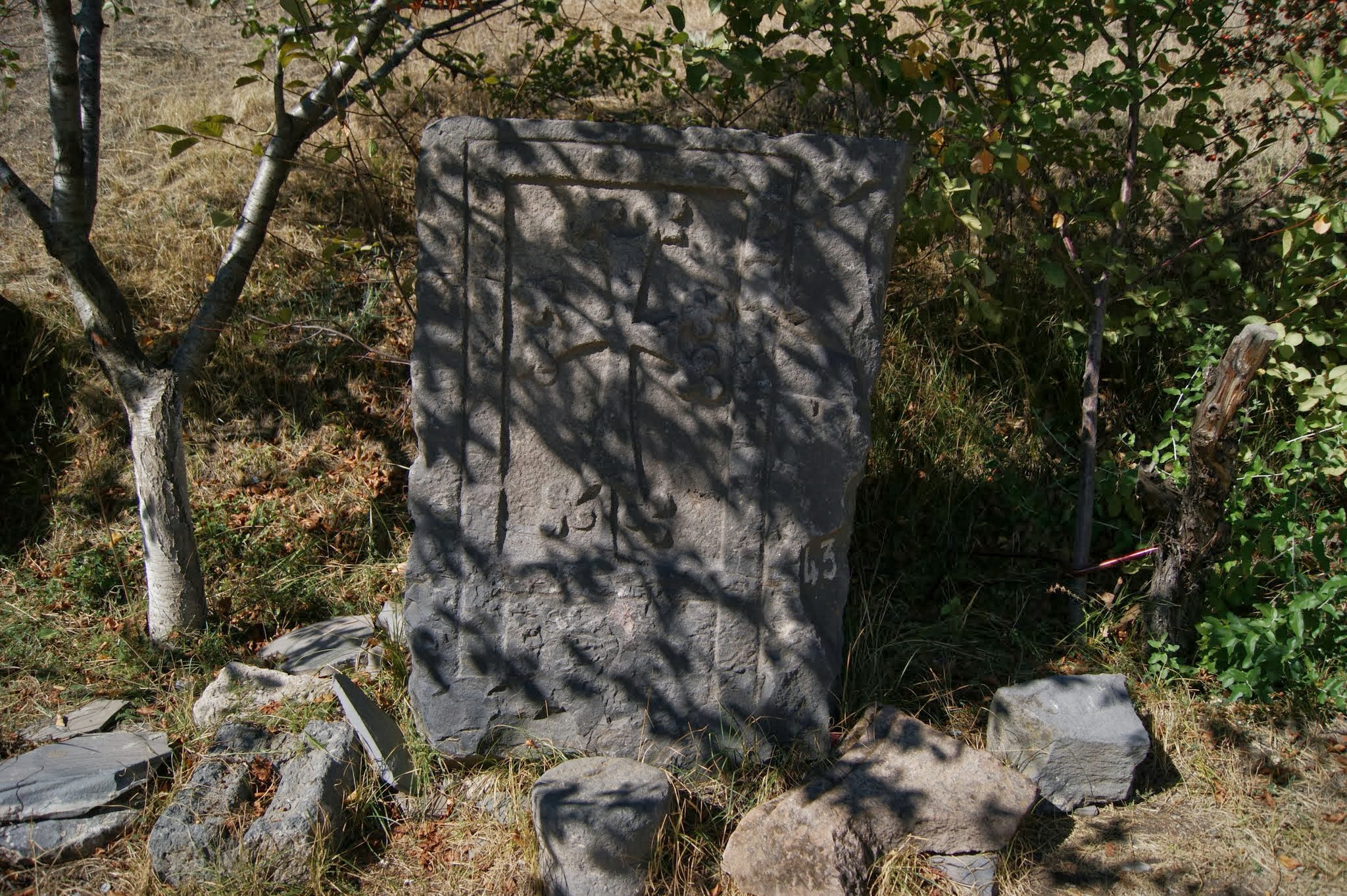
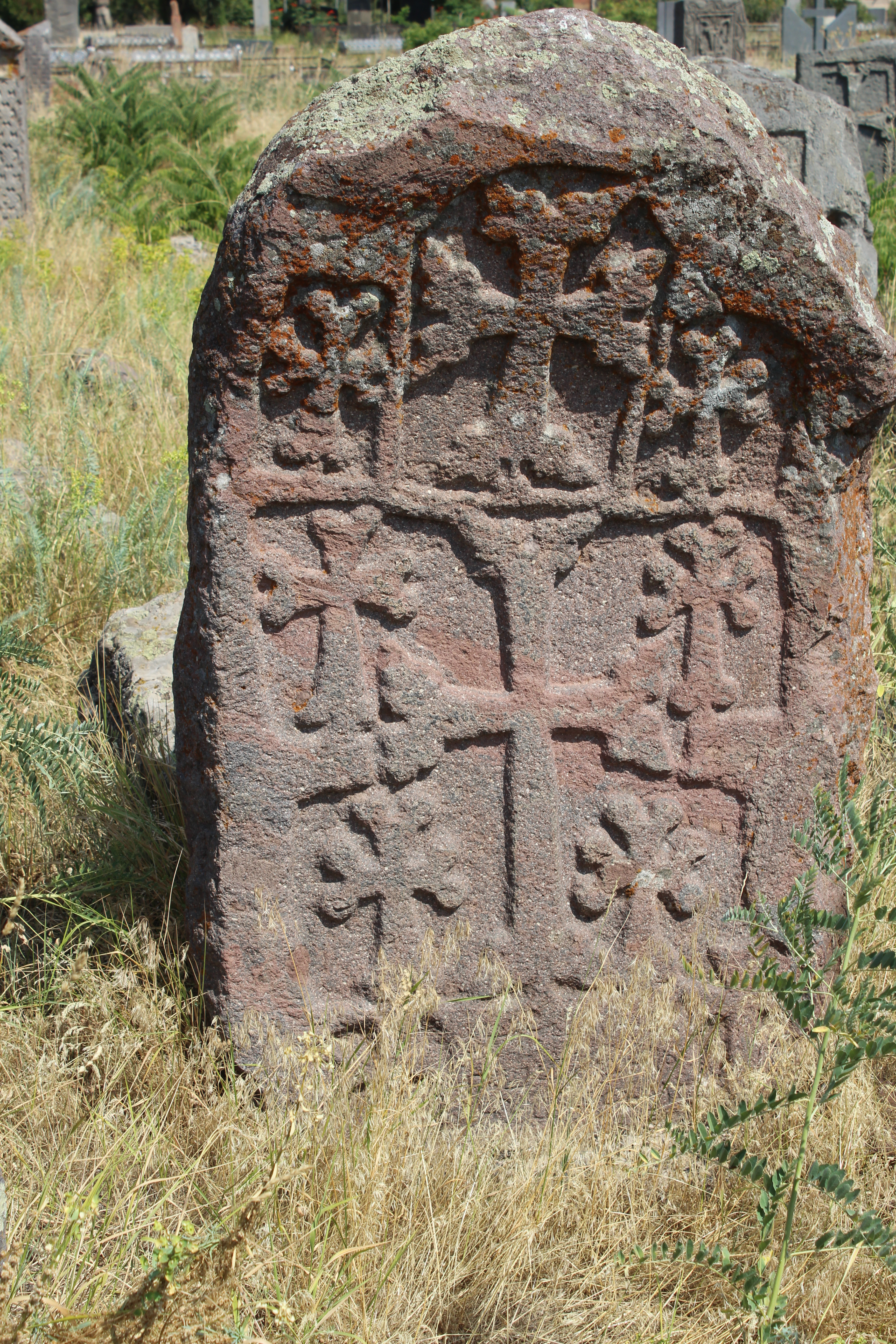
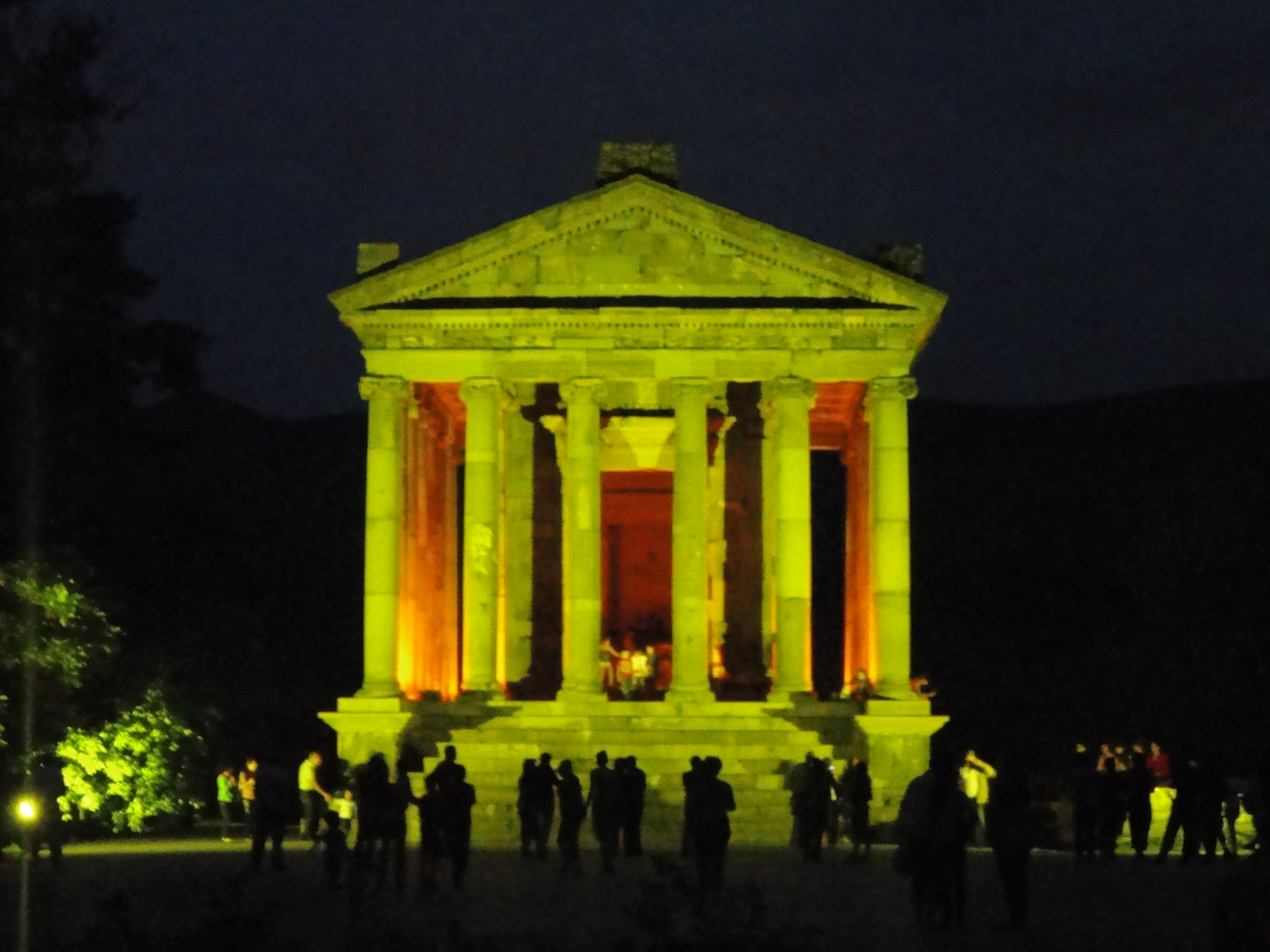
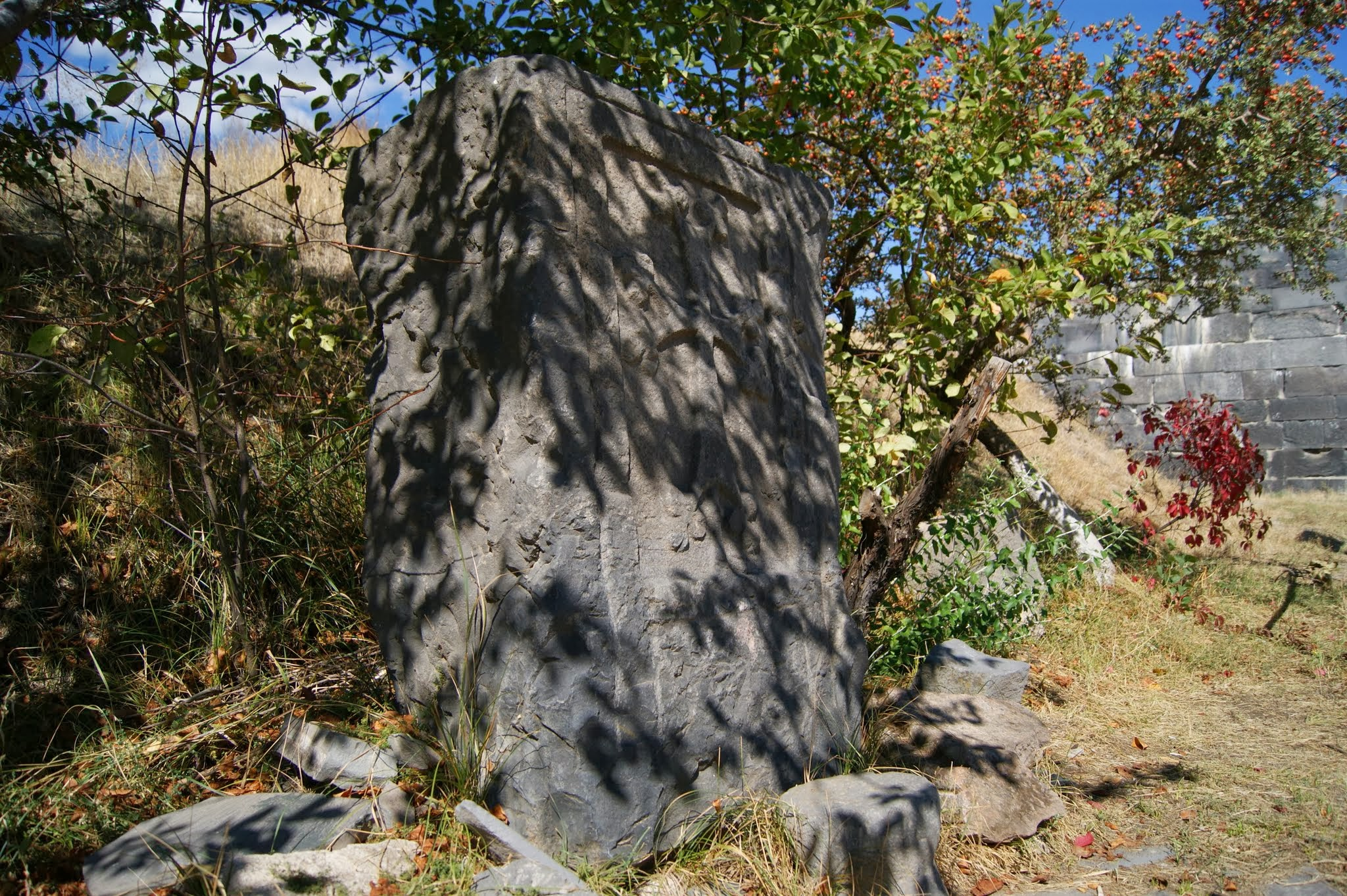
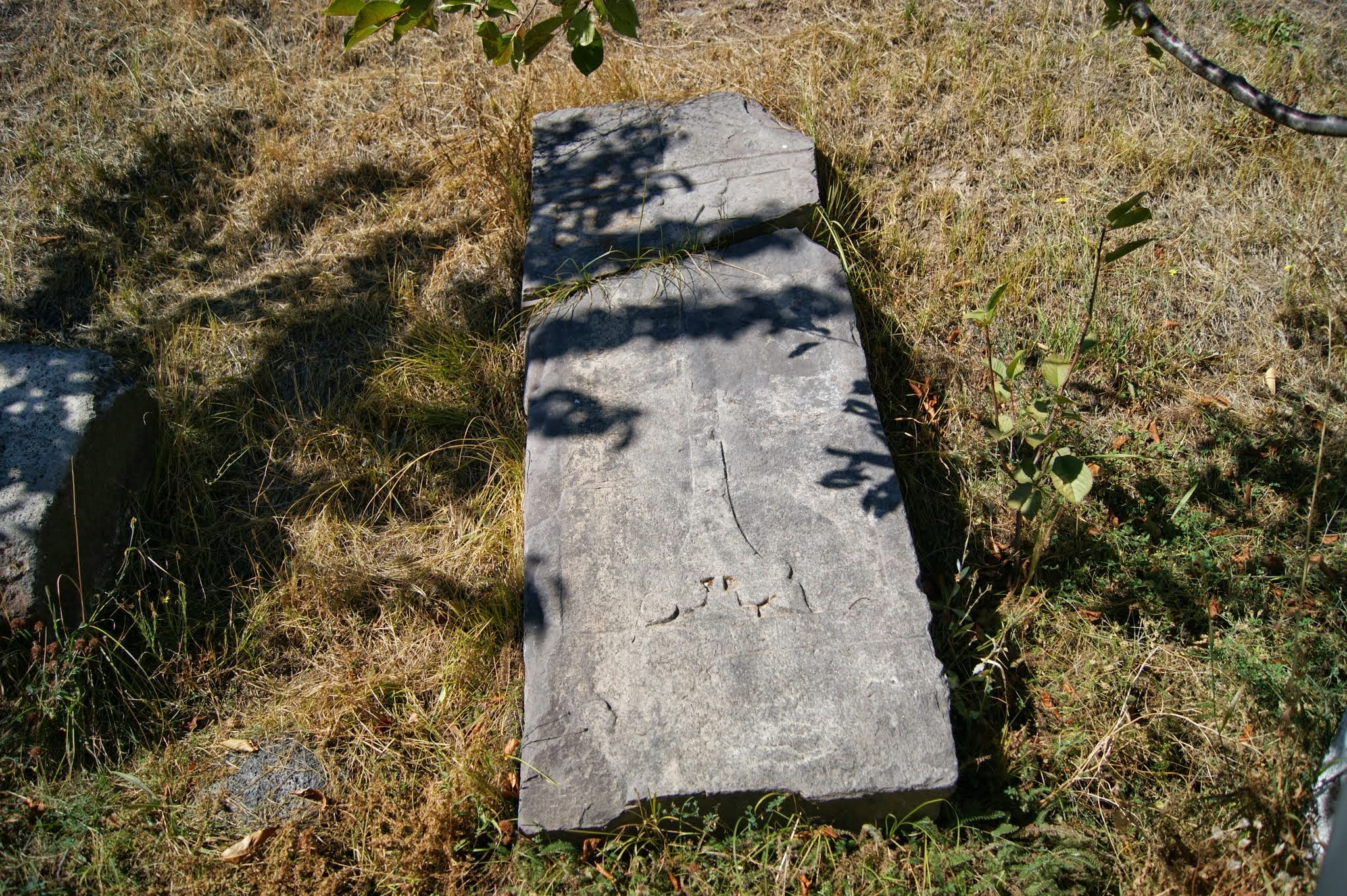
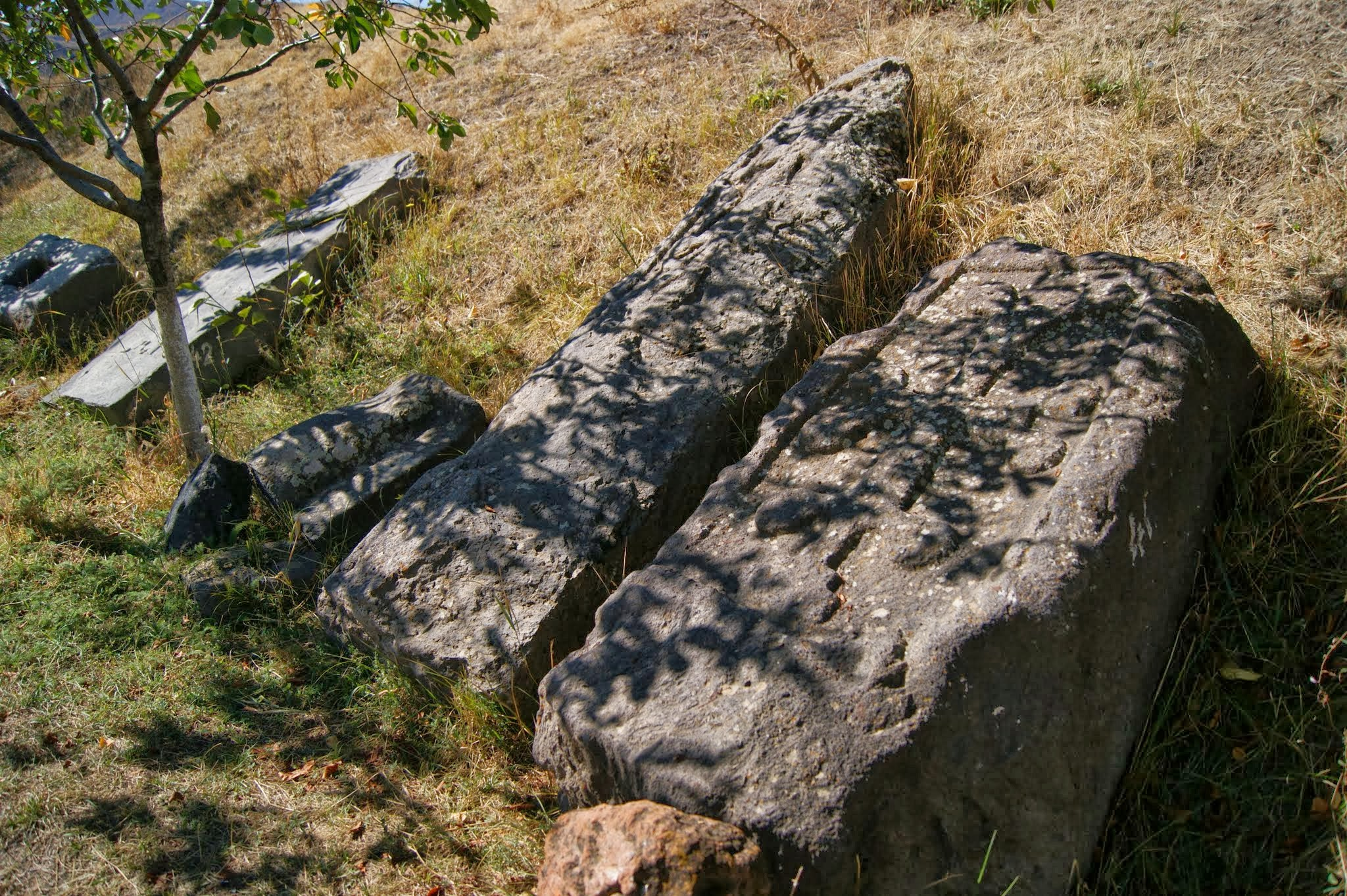
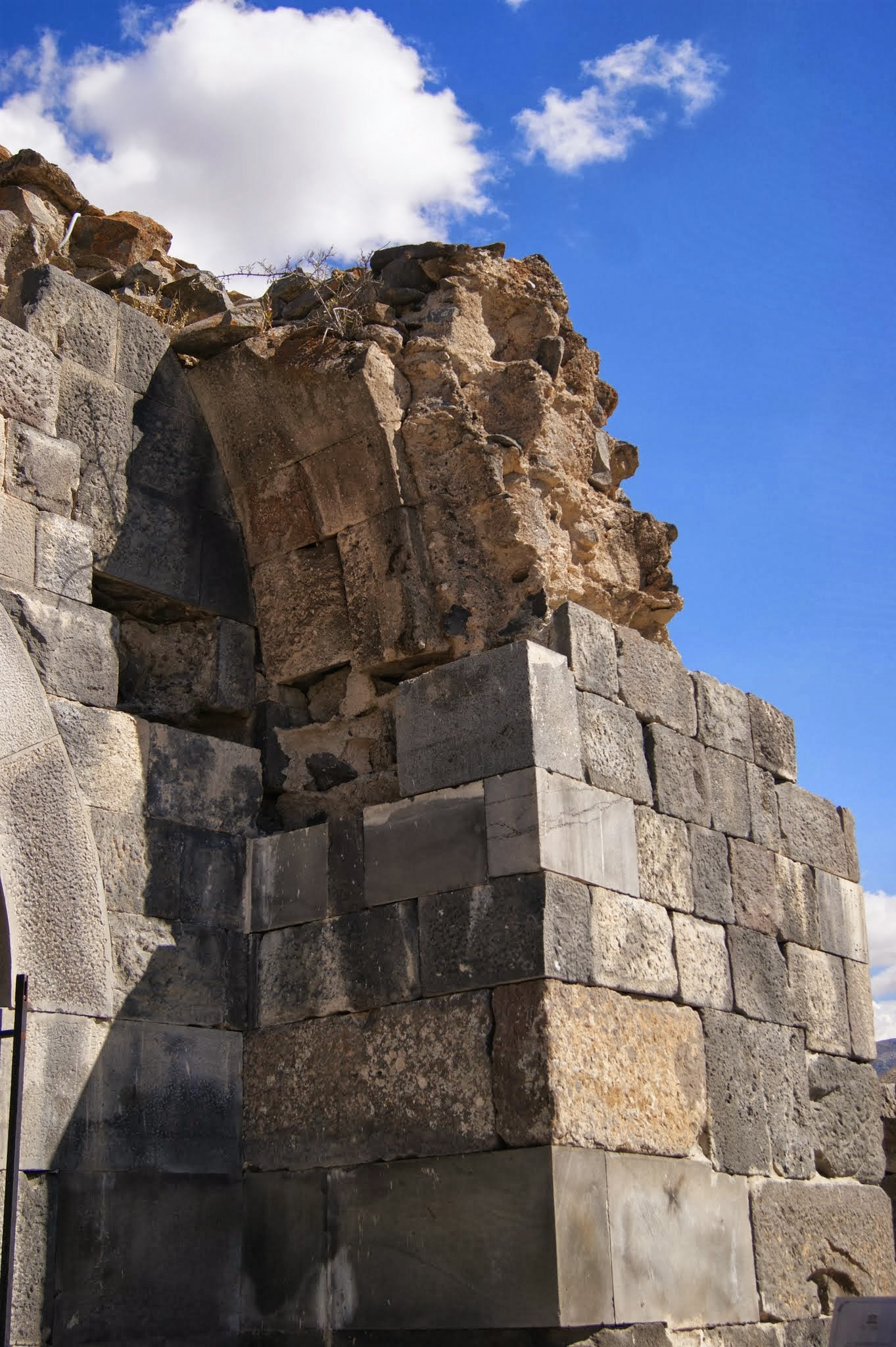
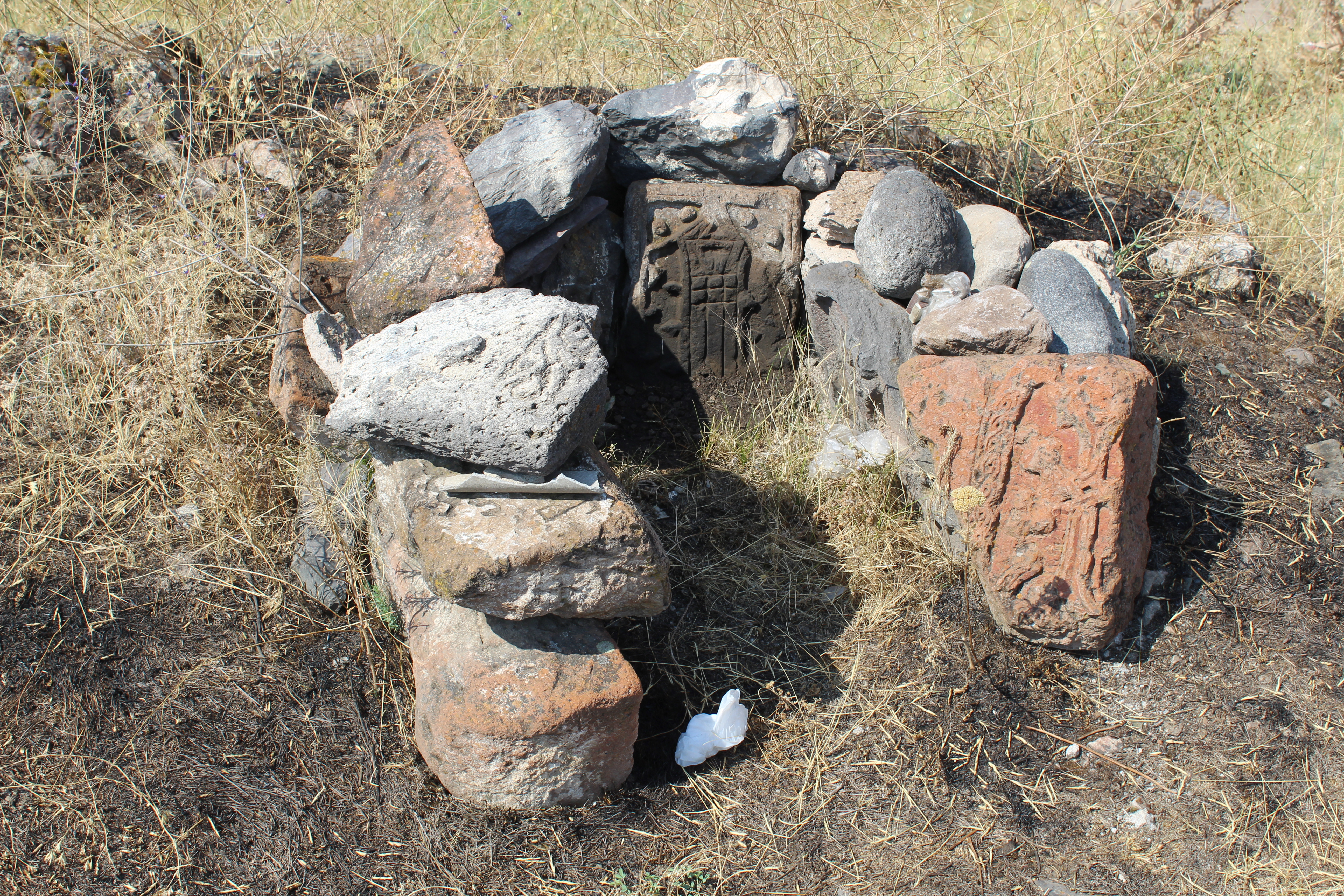
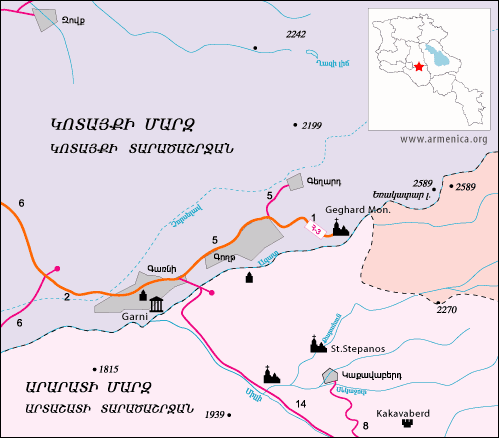
Map of Garni and the surrounding area
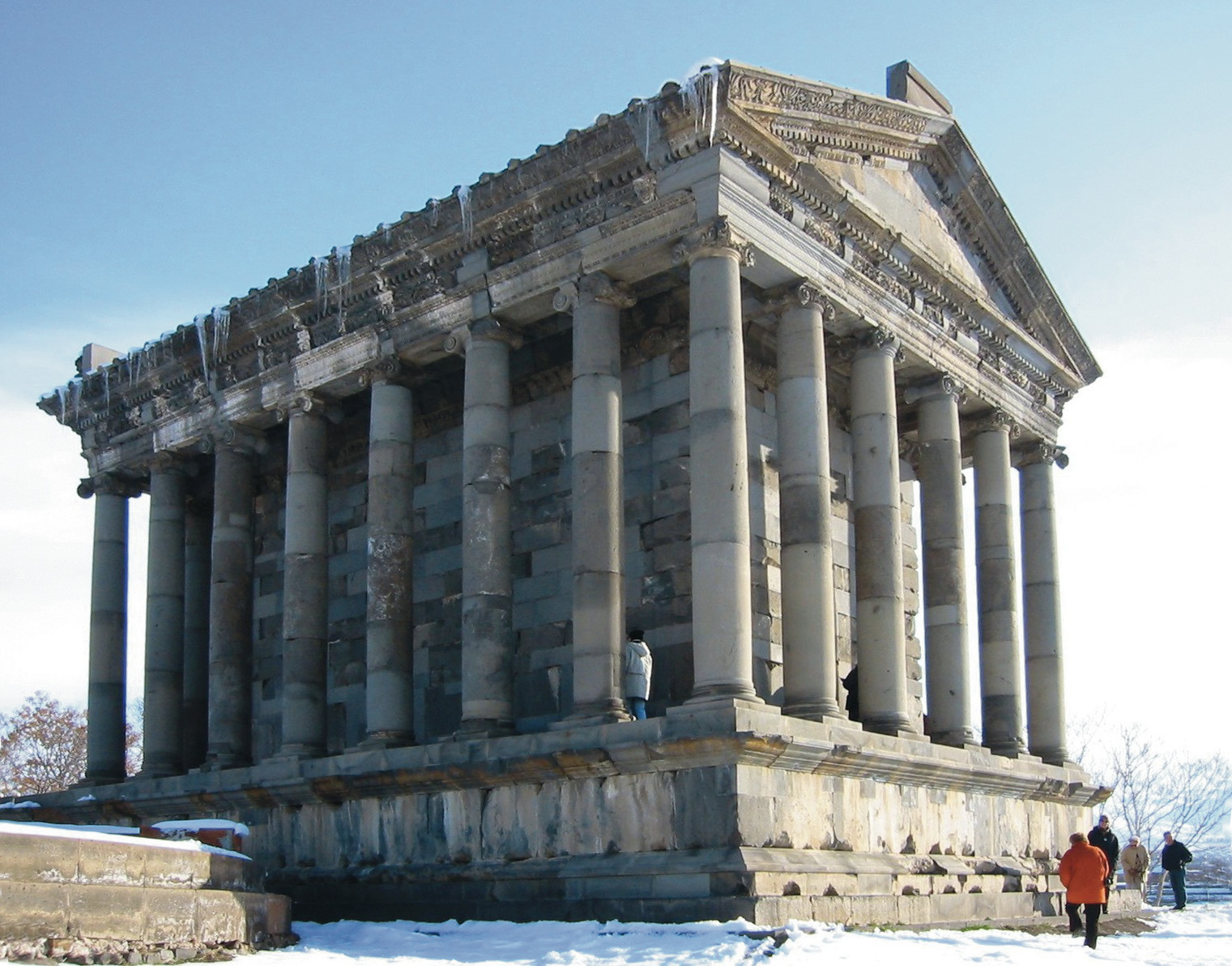
معبد گارنی
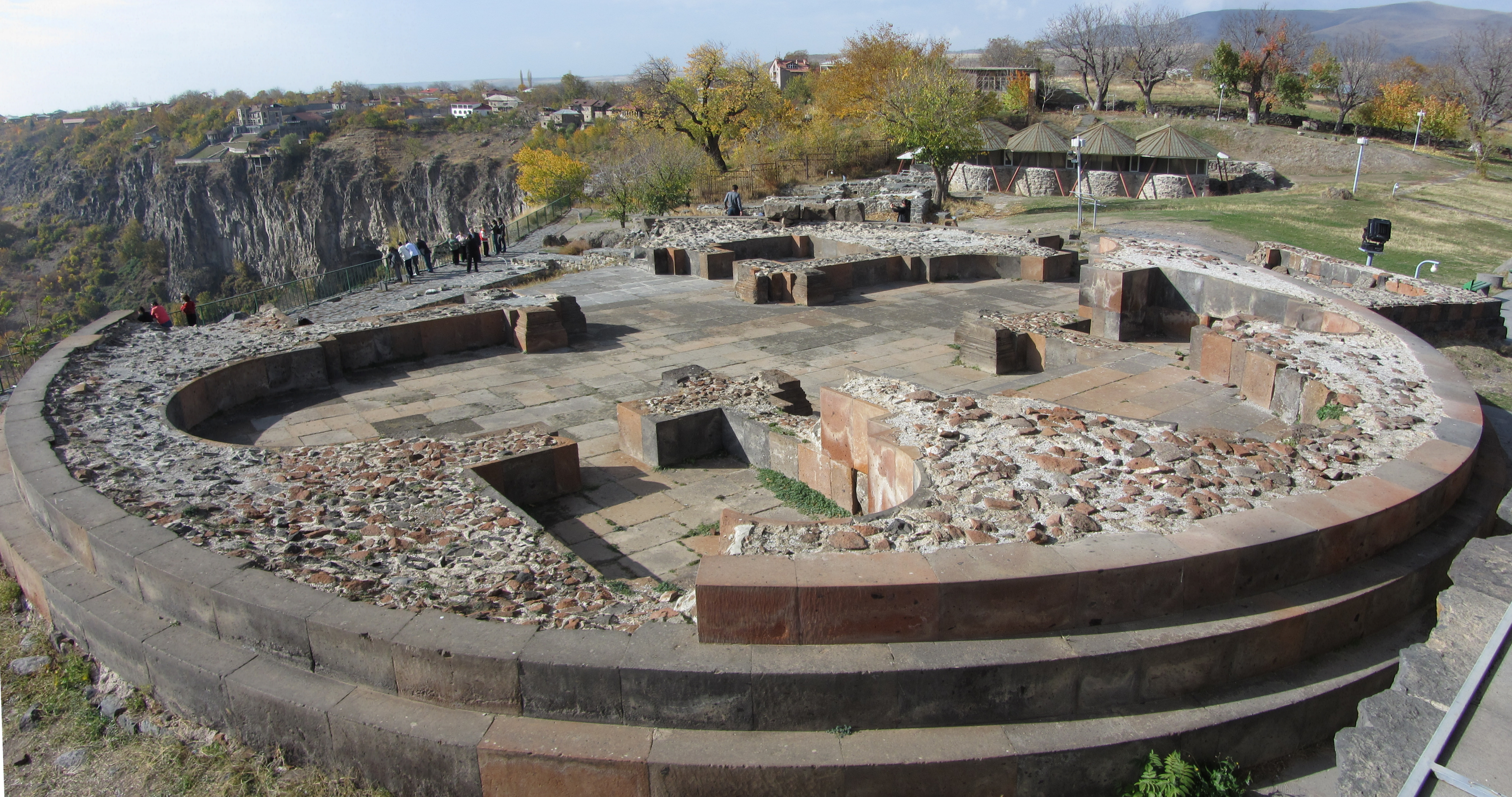
S. Sion Church foundations adjacent to Garni Temple, 7th to 9th centuries
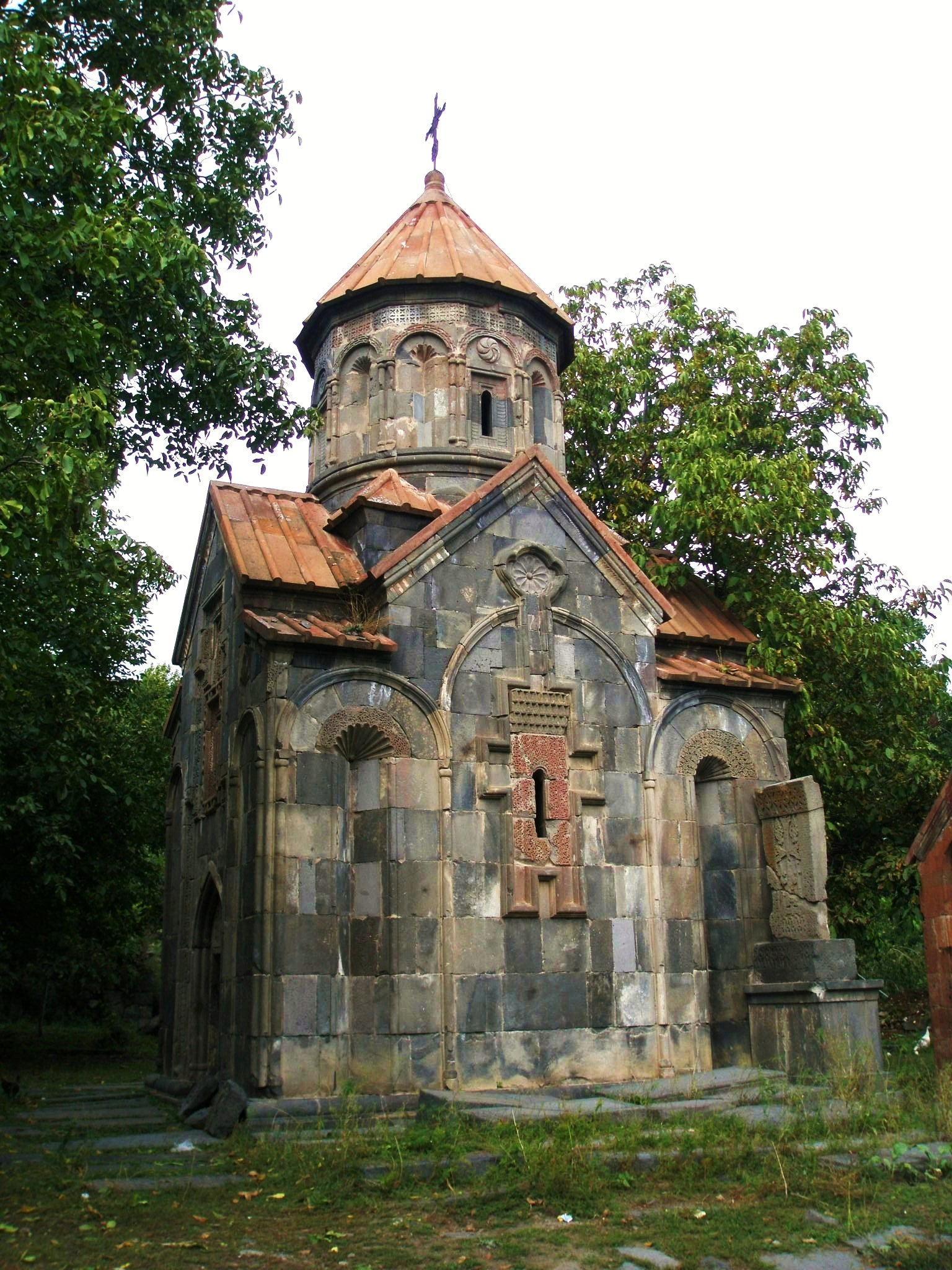
کلیسای ماشتوتس هایراپت، سده ۱۲ام
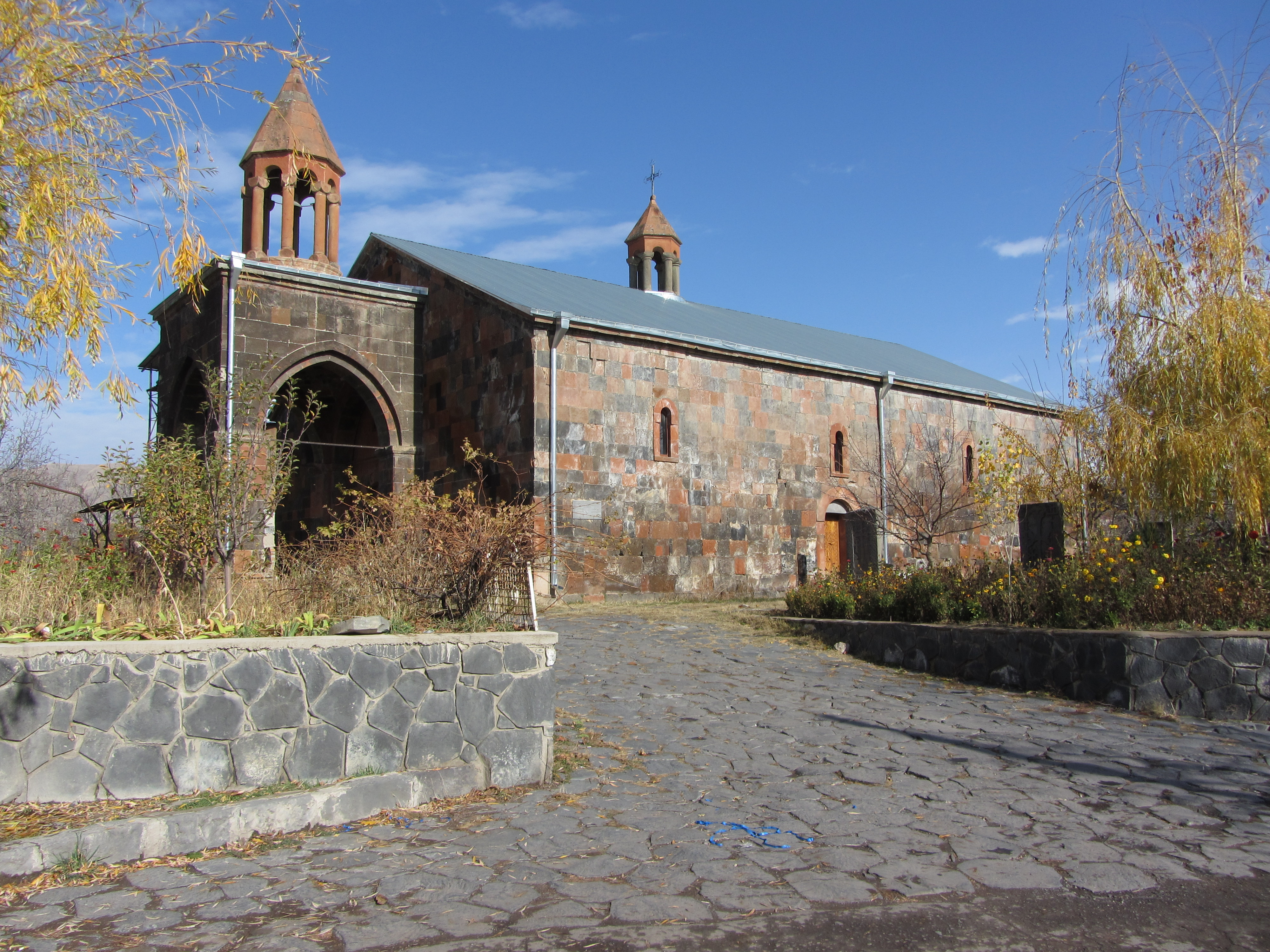
کلیسای آستواوتساتسین مقدس، گانری، سده ۱۱ام
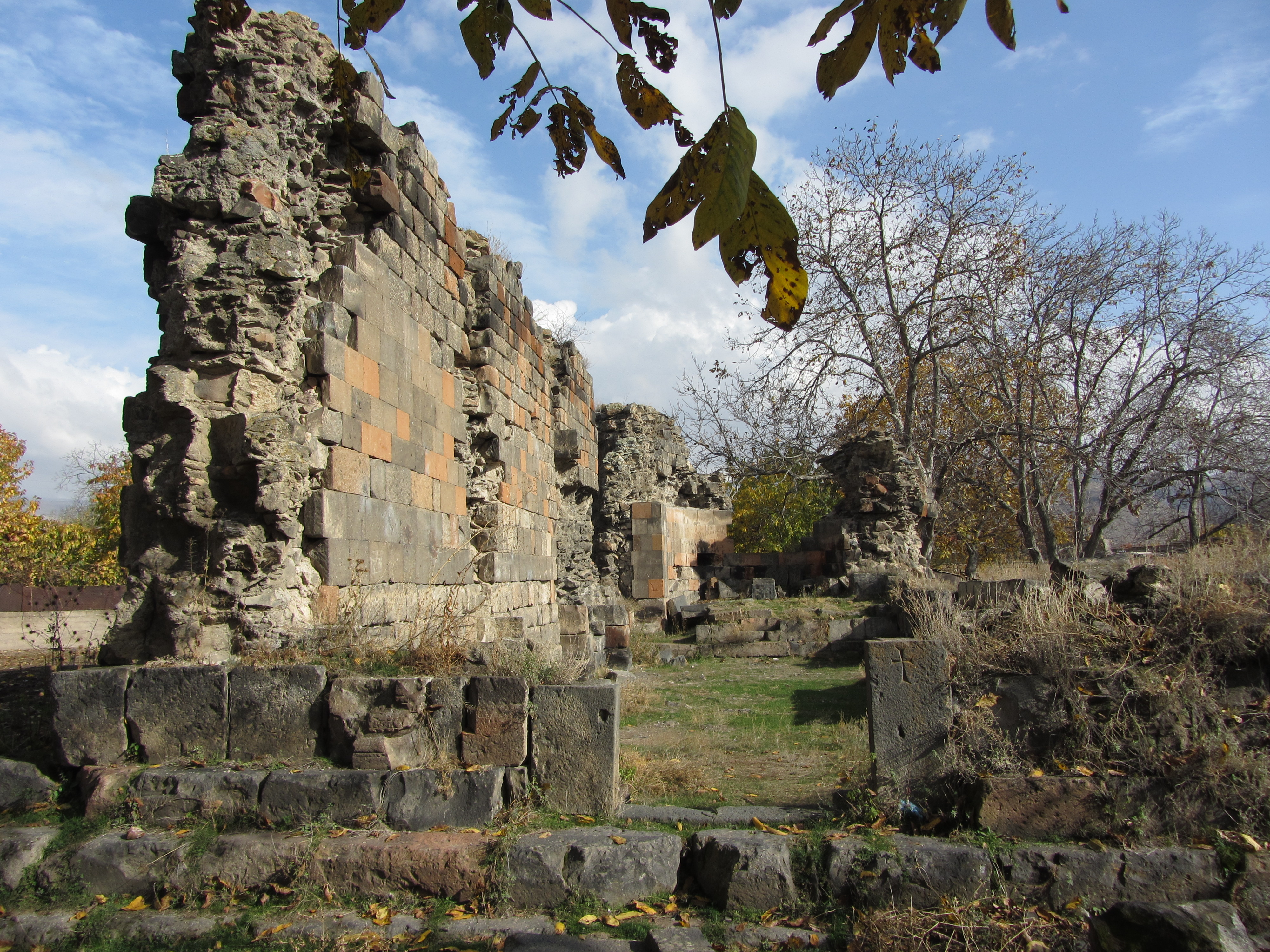
ویرانه‌های کلیسای خومارژام (Khonarvats) سده‌های ۴ام-۵ام
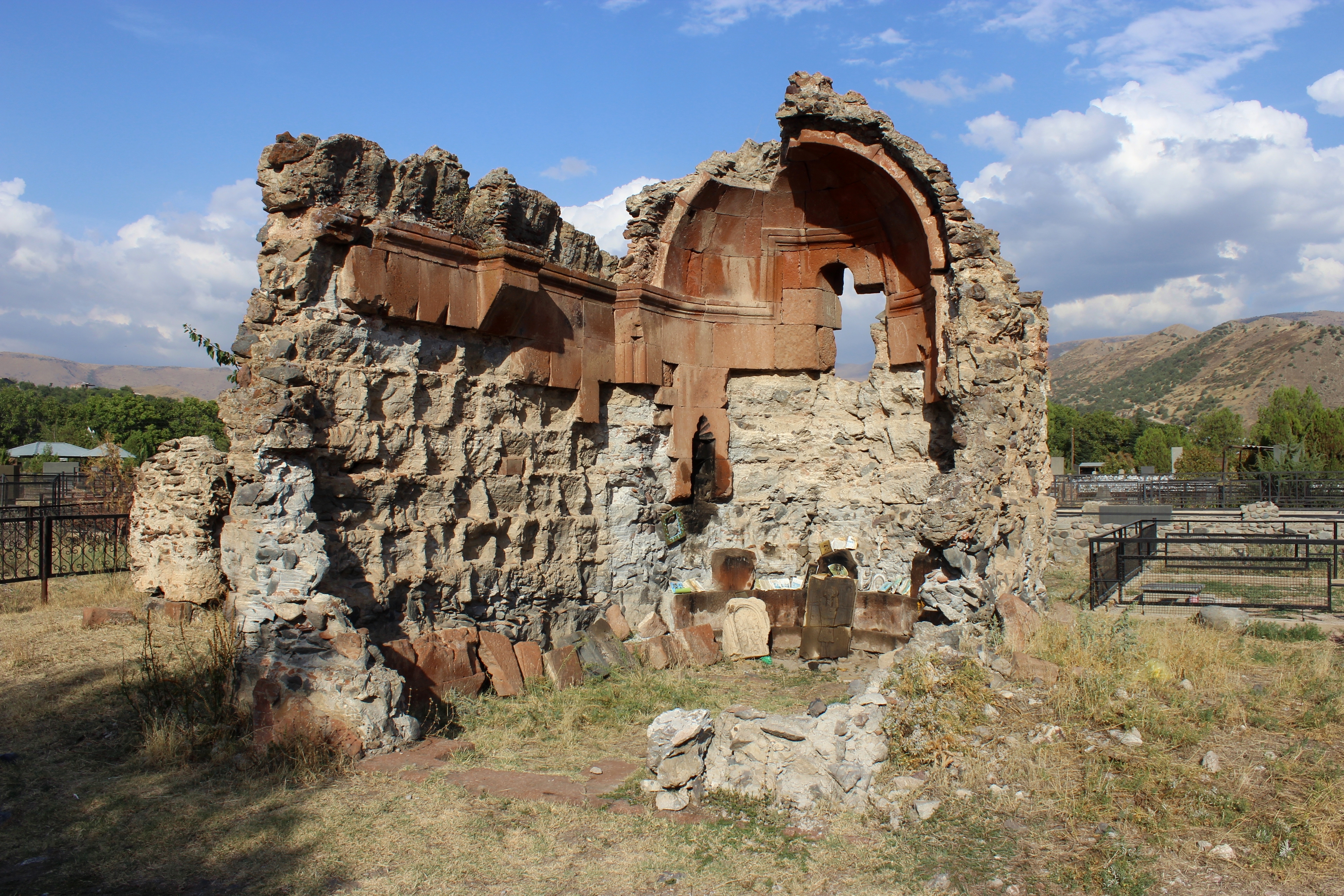
ویرانه‌های a 4th-century single-aisle chapel at the west side of the Garni cemetery.
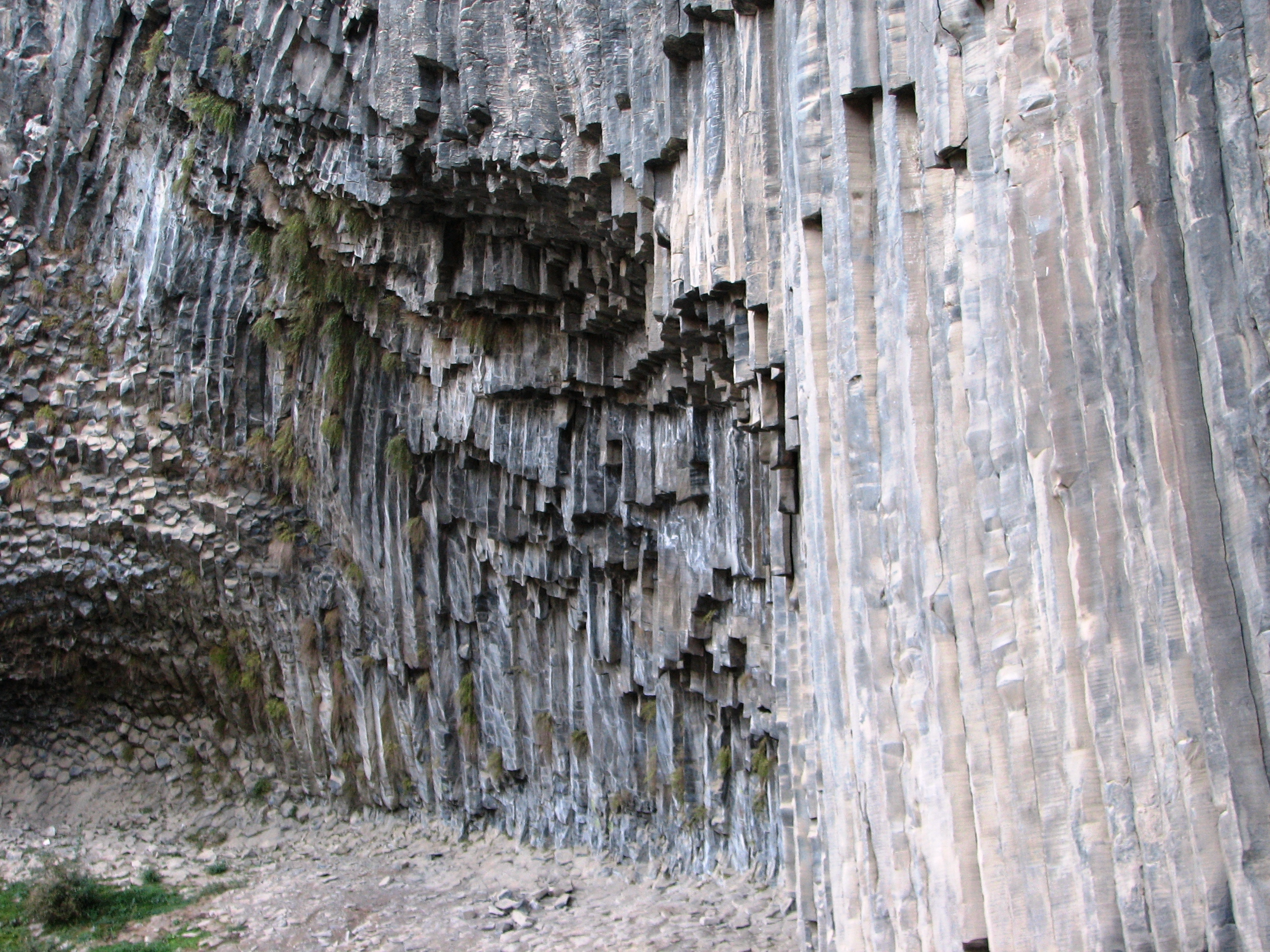
Garni Gorge "Symphony of the Stones"
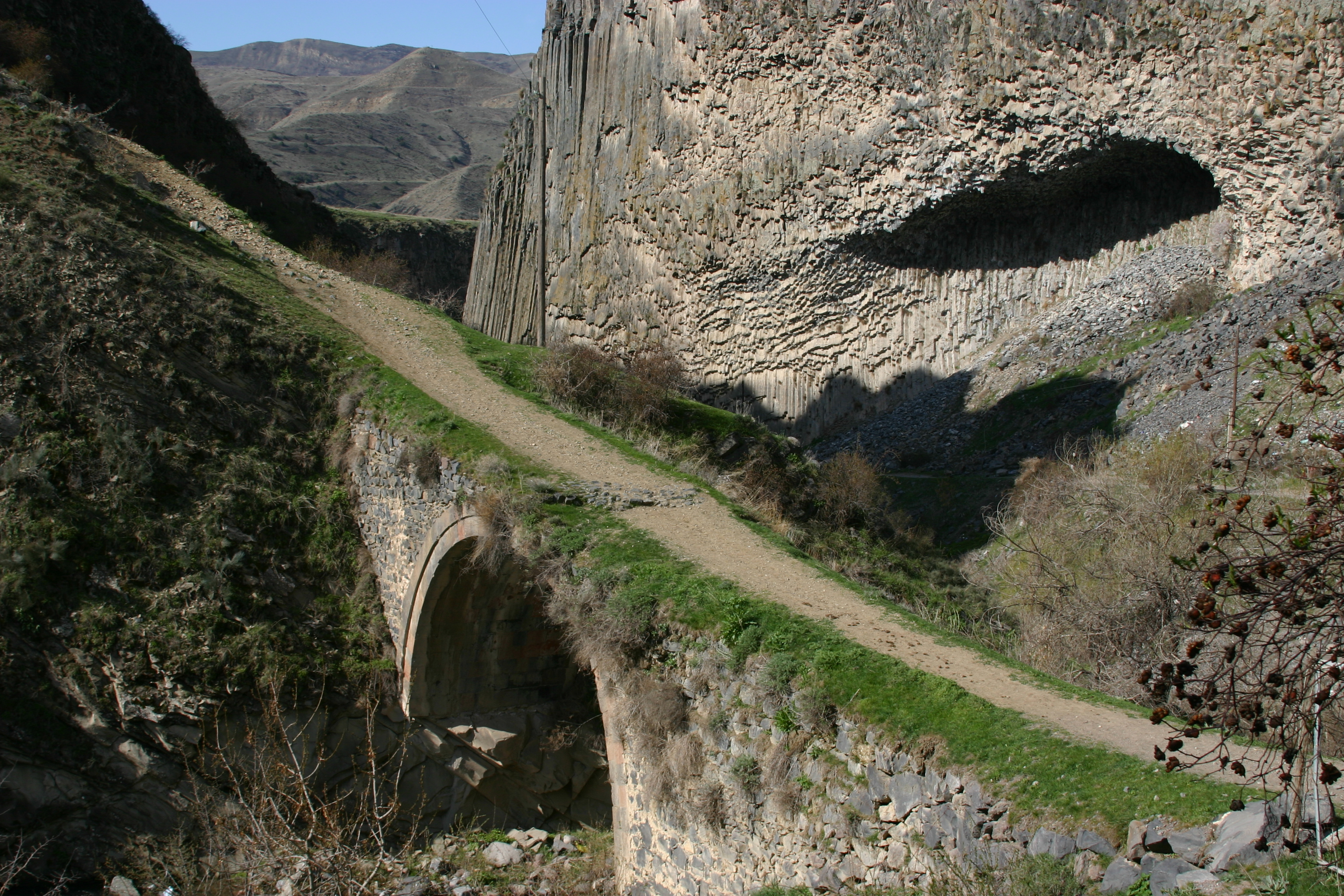
11th-century bridge crossing the Azat River in Garni Gorge (prior to reconstruction)
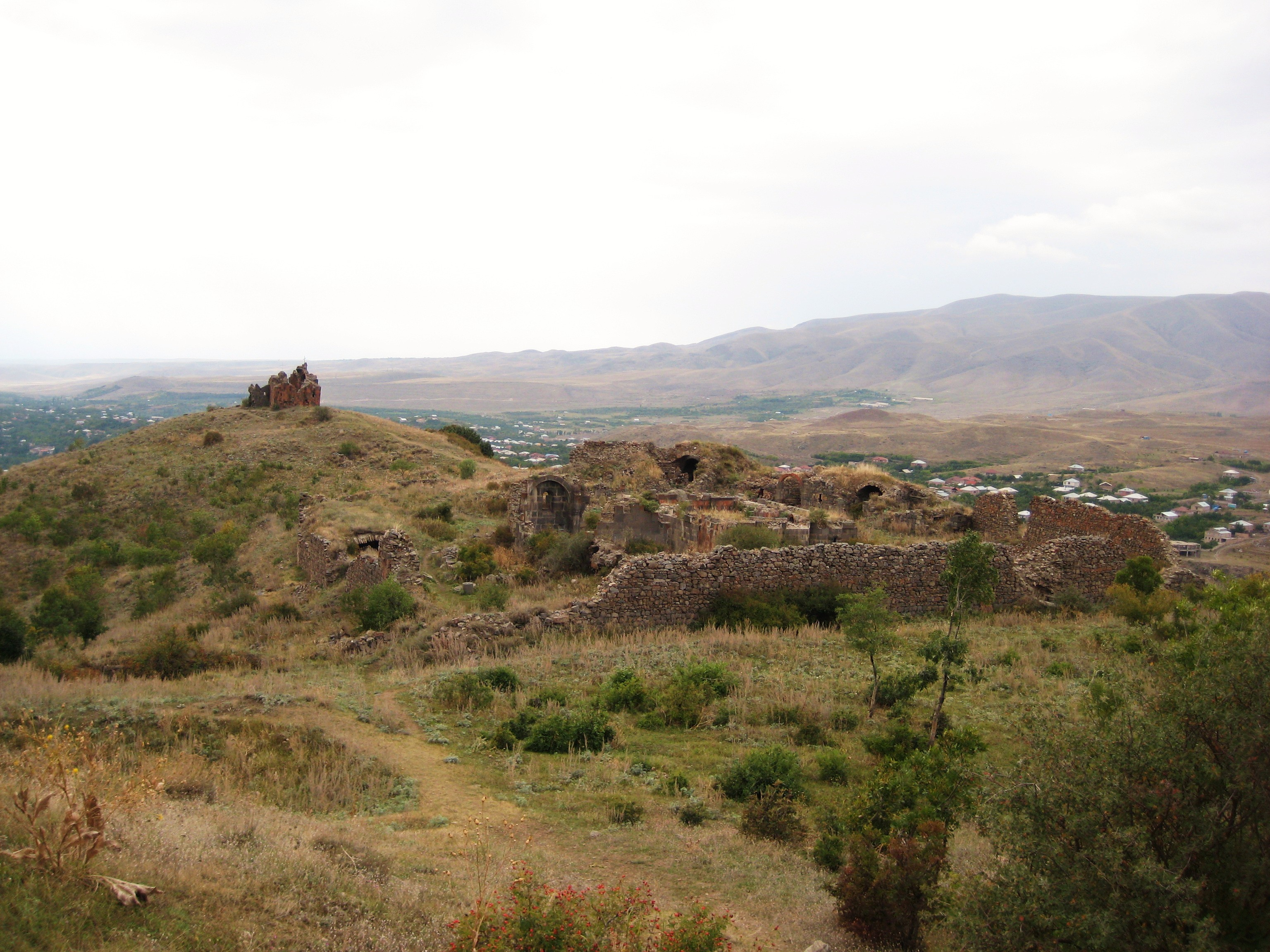
The Havuts Tar Monastic Complex located across the gorge from Garni, 11th-13th centuries
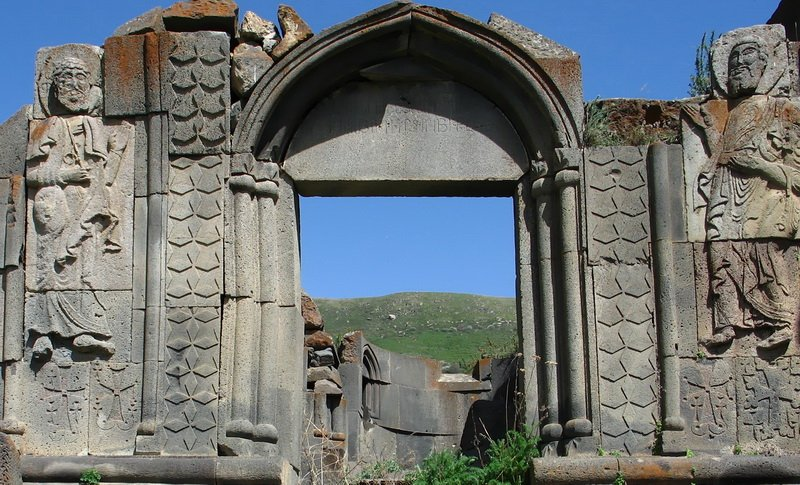
Aghjots Vank of the 13th century located within the Khosrov State Reserve